# Reczpol
Reczpol est une localité polonaise de la gmina de Krzywcza, située dans le powiat de Przemyśl en voïvodie des Basses-Carpates.